# Ika-6 na Utos
Ika-6 na Utos (tạm dịch: Điều răn thứ 6; tiếng Anh: A Woman Scorned) là một bộ phim truyền hình Philippines, sản xuất và phát sóng bởi GMA Network. Do Laurice Guillen làm đạo diễn, phim có sự tham gia diễn xuất của các diễn viên Sunshine Dizon, Gabby Concepcion và Ryza Cenon, với nội dung kể về mối tình tay ba phức tạp giữa người vợ và tình nhân của chồng.
Tại thời điểm phát sóng, bộ phim đã đạt lượng người xem cao nhất so với các tác phẩm và chương trình cùng khung giờ, với đối tượng theo dõi chủ yếu là những bà nội trợ và phụ nữ. Phim cũng trở thành nguồn gốc của nhiều video lan truyền, meme cùng các video nhại lại và nhận về nhiều giải thưởng danh giá cả trong nước lẫn quốc tế.

## Nội dung
Emma là một người bán đồ lưu niệm ngọt ngào và vui vẻ, cô có tình yêu sâu sắc với Rome, một phi công tinh nhuệ, luôn chiến đấu vì tình yêu của mình dành cho Emma bất chấp sự phản đối từ mẹ anh. Sau khi kết hôn, cặp đôi tưởng chừng sẽ có cuộc hôn nhân viên mãn và hạnh phúc mà ai cũng mơ ước, nhưng giống như bất kỳ mối quan hệ nào khác, những rắc rối và vấn đề luôn nảy sinh khiến tình yêu giữa họ bị rạn nứt. Trong khi Emma trở thành bà nội trợ ở nhà chăm sóc gia đình, Rome, khi này đang ở trên đỉnh cao của sự nghiệp, đã gặp Georgia, một nhà thiết kế nội thất đầy gợi cảm và tham vọng. Họ bắt đầu tán tỉnh nhau và đi đến cuộc tình tội lỗi bí mật...

## Diễn viên

### Diễn viên chính
- Sunshine Dizon trong vai Emma Doqueza de Jesus-Fuentabella
- Gabby Concepcion trong vai Jerome "Rome" Fuentabella/Jordan "Chef J" Francisco
- Ryza Cenon trong vai Georgia "Adyang" Ferrer/Athena Francisco

### Diễn viên phụ
- Mike Tan trong vai Angelo Trinidad
- Arianne Bautista trong vai Anselma "Selma" Del Rosario
- Angelika Dela Cruz trong vai Geneva "Gengen" Ferrer-Takahashi
- Carmen Soriano trong vai Margarita vda. de Fuentabella
- Rich Asuncion trong vai Flora "Flor" Trinidad
- Daria Ramirez trong vai Lourdes Doqueza-de Jesus
- Marco Alcaraz trong vai Chandler Vasquez
- Mel Martinez trong vai Zeny

### Diễn viên định kỳ
- Rosemarie Sarita trong vai Mildred Ferrer
- Zach Briz trong vai Austin lúc nhỏ
- Odette Khan trong vai Loleng/Consuelo Domingo vda. de Guidotti
- Marife Necesito trong vai Vicky
- Ollie Espino trong vai Mando
- Eunice Lagusad trong vai Becca
- Angelica Ulip trong vai Sydney Ferrer Fuentabella Milan de Jesus Fuentabella
- Cai Cortez trong vai Charlotte Amalie "Char" Ledesma
- Pen Medina trong vai Antonio "Noel" de Jesus
- Jacob Briz trong vai Austin de Jesus Fuentabella

### Diễn viên khách mời
- Karel Marquez trong vai Lara Salcedo-Fuentabella
- Anna Marin trong vai Anita
- Ranty Portento trong vai Brian Santiago
- Elijah Alejo trong vai Emma thời trẻ
- Lito Legaspi trong vai Allan
- Toby Alejar trong vai Orlando
- Marcus Madrigal trong vai Dave
- Sheila Marie Rodriguez trong vai Cynthia
- Allan Paule trong vai Danilo
- Luane Dy trong vai MC chương trình truyền hình
- Aprilyn Gustillo trong vai Grace
- Zoren Legaspi trong vai Lyon Muller
- Chynna Ortaleza trong vai Maui Alcaraz
- Leanne Bautista trong vai Chelsea Muller
- Lharby Policarpio trong vai Morgan
- Vince Gamad trong vai Darwin
- Elle Ramirez trong vai Kenya
- Marnie Lapuz trong vai Chona
- Bryan Benedict trong vai Nato
- Izzy Trazona-Aragon trong vai Alberta Alcaraz-Muller

## Sản xuất và phát sóng
Đạo diễn của bộ phim là Laurice Guillen. Ryza Cenon, Sunshine Dizon và Gabby Concepcion đã được chọn vào các vai chính trong phim. Tác phẩm đánh dấu lần đầu tiên nữ diễn viên Cenon thủ vai phản diện. Dizon từng tiết lộ rằng cô quyết định tham gia vào vai chính theo đó nhân vật là một cô vợ bị chồng phản bội vì muốn truyền cảm hứng cho những người phụ nữ khác, sau khi vừa ly hôn trong ồn ào với chồng cũ là Timothy Tan vào giữa năm 2016, được cho là bởi một người phụ nữ khác xen vào.
Tập thí điểm của bộ phim đã phát sóng vào ngày 5 tháng 12 năm 2016 trong khung giờ buổi chiều Afternoon Prime, thay thế cho tác phẩm trước đó là Oh, My Mama!. Từ ngày 1 tháng 4 năm 2017, bộ phim chuyển sang khung giờ Sabado Star Power sa Hapon vào khoảng thời gian chiều tối, thay thế tác phẩm Case Solved và được mở rộng thêm một ngày thứ 7 so với lịch phát sóng cũ từ thứ 2 đến thứ 6 hàng tuần, nhằm đáp ứng nhu cầu từ người xem. Bộ phim đã kết thúc vào ngày 17 tháng 3 năm 2018 với tổng cộng 383 tập và được thế sóng bởi tác phẩm Contessa trong cùng một khung giờ.
Toàn bộ các tập phim hiện đều có thể xem thông qua nền tảng phát trực tuyến YouTube. Tác phẩm cũng được lồng tiếng Tây Ban Nha và phát sóng tại nhiều quốc gia Mỹ Latinh trên thế giới.

## Đón nhận
Suốt thời gian phát sóng gốc, Ika-6 na Utos là bộ phim ban ngày có lượng người xem cao nhất so với các bộ phim và chương trình cùng khung giờ. Phim đã trở thành một tác phẩm hit với đối tượng theo dõi chủ yếu là những bà nội trợ và phụ nữ. Nhiều tập phim sau khi phát sóng cũng trở nên phổ biến với người dùng trên Twitter, YouTube và các trang mạng xã hội khác. Những nhân vật trong phim thậm chí còn trở thành một phần trong đời sống hàng ngày của người dân Phillipines. Sau thành công của bộ phim, nhà đài đã quyết định sản xuất tiếp một phần phim tương tự Ika-5 Utos, cũng do Laurice Guillen cầm trịch đạo diễn và phát sóng cùng một khung giờ với Ika-6 na Utos.
Tác phẩm trong thời gian lên sóng đã trở thành nguồn gốc của nhiều video lan truyền, meme và các video nhại lại phim. Đặc biệt, những cảnh "mèo đánh lộn" (catfight) giữa hai nhân vật chính là Emma và Georgia cùng các nhân vật khác trong phim đã nhận được sự quan tâm từ khán giả và góp phần lớn vào sự nổi tiếng của bộ phim vì sự "căng thẳng, đôi khi gay cấn, nhưng cũng rất giải trí" của nó. Thậm chí, một cảnh phim kinh điển cho thấy hai nữ chính đánh nhau với khẩu súng đồ chơi để tranh giành một chiếc xe đẩy trẻ em nhanh chóng trở nên lan truyền trong cư dân mạng và là chủ đề của nhiều ảnh chế sau đó. Phân cảnh này đã được trang BuzzFeed đưa vào danh sách "những khoảnh khắc quảng cáo và truyền hình Philippines khiến bạn phải thốt lên "Ai đã để điều này xảy ra?"".
Giới truyền thông và các nhà phê bình đã có những nhận xét tích cực về bộ phim. Giáo sư, đạo diễn người Philippines Direk Joey Reyes gọi Ika-6 na Utos là "bộ phim truyền hình hay nhất hiện nay" và ca ngợi những cảnh đánh nhau của nhân vật trong phim. Phim cũng được các tờ báo lấy làm ví dụ cho những tác phẩm truyền hình Philippines thuộc thể loại tình nhân, người thứ ba phổ biến với người xem mà trong đó những nhân vật này là đại diện cho kẻ thù và các vấn đề trong đời sống thực của họ. Tuy vậy, bộ phim đã nhận phải một số ý kiến chỉ trích vì câu chuyện phim bắt đầu trở nên mệt mỏi. Diễn viên Ryza Cenon cũng vì vai diễn trong phim mà bị một số người nhìn nhận như là kẻ phá hoại gia đình và gây ảnh hưởng đến cuộc sống thực của cô.

### Xếp hạng
Theo Hệ thống đo lường khán giả truyền hình khu vực thành thị trên toàn quốc thống kê bởi AGB Nielsen Philippines, tập thí điểm của Ika-6 na Utos đạt chỉ số người xem là 11,9% trong khi tập cuối cùng đạt 10,4%. Thời điểm tác phẩm được ghi nhận có lượng người xem cao nhất là tập phim chiếu vào ngày 23 tháng 2 năm 2017, với tỷ lệ người theo dõi là 20,8%.

## Giải thưởng
| Năm  | Giải thưởng                                               | Hạng mục                                                | (Người) đề cử                 | Kết quả   | Tham khảo            |
| ---- | --------------------------------------------------------- | ------------------------------------------------------- | ----------------------------- | --------- | -------------------- |
| 2017 | 7 OFW Gawad Parangal                                      | Nữ diễn viên chính xuất sắc nhất                        | Sunshine Dizon                | Đoạt giải | [ 34 ] [ 35 ] [ 36 ] |
| 2017 | 7 OFW Gawad Parangal                                      | Nam diễn viên chính xuất sắc nhất                       | Gabby Concepcion              | Đoạt giải | [ 34 ] [ 35 ] [ 36 ] |
| 2017 | 7 OFW Gawad Parangal                                      | Nữ phụ xuất sắc nhất                                    | Ryza Cenon                    | Đoạt giải | [ 34 ] [ 35 ] [ 36 ] |
| 2017 | Giải thưởng Gawad Amerika                                 | Nữ diễn viên Philippines xuất sắc nhất trên truyền hình | Sunshine Dizon                | Đoạt giải | [ 2 ] [ 35 ] [ 37 ]  |
| 2017 | Giải thưởng Ngôi sao PMPC lần thứ 31 cho Truyền hình      | Phim chính kịch ban ngày hay nhất                       | —                             | Đề cử     | [ 35 ] [ 38 ] [ 39 ] |
| 2017 | Giải thưởng Ngôi sao PMPC lần thứ 31 cho Truyền hình      | Nam diễn viên chính xuất sắc nhất                       | Gabby Concepcion              | Đề cử     | [ 35 ] [ 38 ] [ 39 ] |
| 2017 | Giải thưởng Ngôi sao PMPC lần thứ 31 cho Truyền hình      | Nữ diễn viên chính xuất sắc nhất                        | Sunshine Dizon                | Đề cử     | [ 35 ] [ 38 ] [ 39 ] |
| 2017 | Giải thưởng Ngôi sao PMPC lần thứ 31 cho Truyền hình      | Diễn viên nhí xuất sắc nhất                             | Angelica Ulip                 | Đề cử     | [ 35 ] [ 38 ] [ 39 ] |
| 2017 | Giải thưởng EdukCircle lần thứ 7                          | Nam diễn viên chính xuất sắc nhất (phim truyền hình)    | Gabby Concepcion              | Đoạt giải | [ 35 ] [ 40 ] [ 41 ] |
| 2017 | Giải thưởng EdukCircle lần thứ 7                          | Nữ diễn viên chính xuất sắc nhất (phim truyền hình)     | Sunshine Dizon                | Đề cử     | [ 35 ] [ 40 ] [ 41 ] |
| 2017 | Giải thưởng EdukCircle lần thứ 7                          | Nam diễn viên phụ xuất sắc nhất                         | Mike Tan                      | Đề cử     | [ 35 ] [ 40 ] [ 41 ] |
| 2017 | Giải thưởng EdukCircle lần thứ 7                          | Nữ phụ xuất sắc nhất                                    | Angelika dela Cruz Ryza Cenon | Đề cử     | [ 35 ] [ 40 ] [ 41 ] |
| 2017 | Giải thưởng Truyền hình Quốc tế Seoul lần thứ 21          | Giải Ngôi sao Châu Á                                    | Gabby Concepcion              | Đoạt giải | [ 2 ] [ 35 ] [ 42 ]  |
| 2018 | Giải thưởng Box Office Entertainment lần thứ 49           | Nam diễn viên truyền hình của năm                       | Gabby Concepcion              | Đoạt giải | [ 35 ] [ 43 ] [ 44 ] |
| 2018 | Giải thưởng Box Office Entertainment lần thứ 49           | Nữ phụ truyền hình của năm                              | Ryza Cenon                    | Đoạt giải | [ 35 ] [ 43 ] [ 44 ] |
| 2018 | Giải thưởng Sáng tạo của Viện Hàn lâm Châu Á lần thứ nhất | Telenovela/Kịch xà phòng hay nhất (theo quốc gia)       | —                             | Đoạt giải | [ 35 ] [ 45 ] [ 46 ] |